# Condizione della donna in Estonia

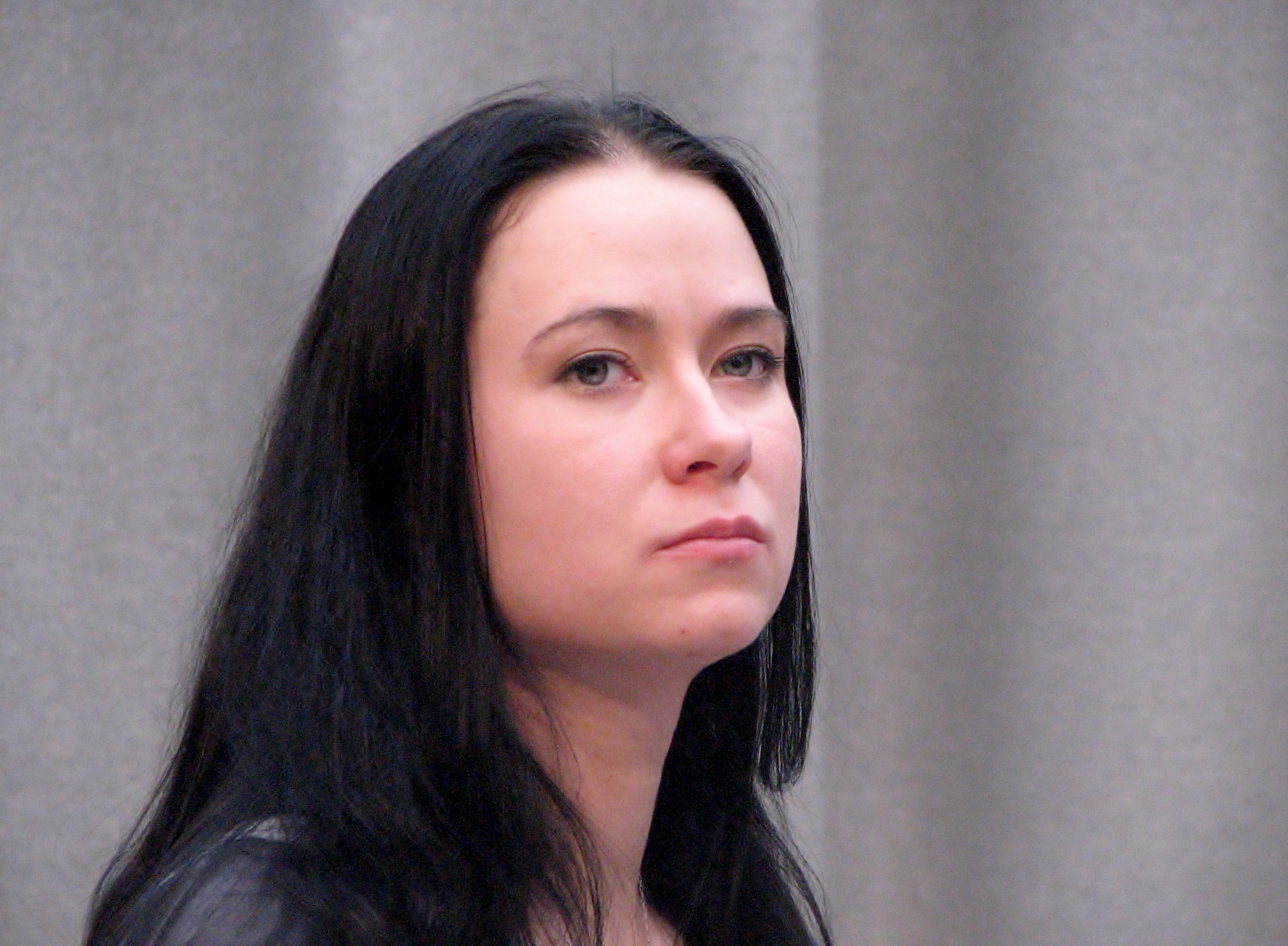
Una donna estone.

La storia e l'evoluzione del ruolo di genere, della condizione femminile e dei diritti delle donne in Estonia fanno parte integrante della cultura e della storia dell'Estonia.
Il Gender Inequality Index per il 2013 è fissato a 0.154 (alla 29ª posizione su 152 paesi), mentre le donne in parlamento ammontano al 20.8% del totale. Il tasso di occupazione secondo l'Organizzazione per la cooperazione e lo sviluppo economico nel 2015 è fissato al 68.4%. Il Global Gender Gap Report per il 2013 è fissato a 0.6997 (alla 59ª posizione su 144 paesi).

## Fertilità
Tra il 1970 e il 1990 il tasso di fertilità totale (TFR - il numero medio di bambini che una donna ha) per le donne estoni era poco più di due bambini nati per donna. Una rapida diminuzione del TFR si è verificata dopo la Dichiarazione di indipendenza dell'Estonia verificatasi nel 1991. Nel 1998 è stato registrato il tasso più basso: 1,28 bambini nati per donna.
Nel 2001 le Nazioni Unite hanno segnalato, attraverso la sua relazione annuale sulla popolazione mondiale, che "l'Estonia è stata una delle nazioni più rapide nella diminuzione dei suoi abitanti, a rischio di perdere quasi la metà dei suoi 1.4 milioni di persone entro la metà del secolo". Per evitare questo calo del TFR, una delle misure che il governo ha preso dal 2004 è stato quello di iniziare a "pagare" le donne fornendo loro sovvenzioni "per avere figli" conosciuto come "stipendio della madre").
Dopo la nascita e durante il congedo parentale di maternità le donne lavoratrici hanno ricevuto un reddito mensile completo fino a 15 mesi (pari a 1.560 dollari USA); le donne non lavoratrici che hanno dato alla luce hanno ricevuto una sovvenzione mensile equivalente a 200 dollari. Il TFR ha leggermente recuperato negli anni successivi, ma è oscillato anno per anno e ha continuato a rimanere al di sotto del tasso di sostituzione generazionale (pari a 1,54 bambini per donna nel 2014).
Come succede anche in molti altri paesi europei il legame tra matrimonio e fertilità si è progressivamente indebolito negli ultimi decenni: la maggior parte dei bambini ai giorni nostri sono nati al di fuori dell'istituto matrimoniale (il 59% dei bambini è nato da donne non sposate nel 2014). L'età media delle madri alla prima nascita nel 2014 è stata di 26,6 anni.

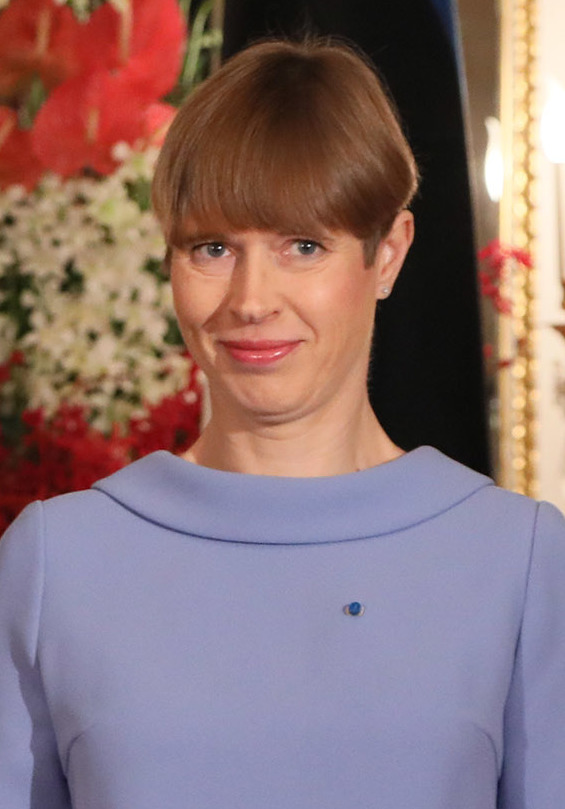
Kersti Kaljulaid, prima donna Presidente della Repubblica dal 10 ottobre 2016 al 10 ottobre 2021

## Religione
In passato, secondo la mitologia estone, le donne antiche credevano nella divinità femminile e protettrice delle donne in gravidanza e durante il parto conosciuta come Rõugutaja.

## Donne in politica

### Repubblica Socialista Sovietica Estone (1940-1991)
Nel 1919 Emma Asson-Petersen, Marie Helene Aul, Minni Kurs-Olesk, Alma Ostra-Oinas, Johanna Päts, Helmi Press-Jansen e Marie Reisik diventano le prime 7 donne membri dell'Assemblea Costituente. 
Nel 1944 Olga Lauristin diventa la prima donna ministro del benessere sociale; nel 1958 Erna Visk è ministro della sicurezza, Meta Vannas nel 1967 è ministro dei servizi pubblici. Nel 1985 Elsa Gretškina diventa ministro dell'educazione, nel 1990 Siiri Oviir è di nuovo ministro del benessere sociale

### Repubblica Estone

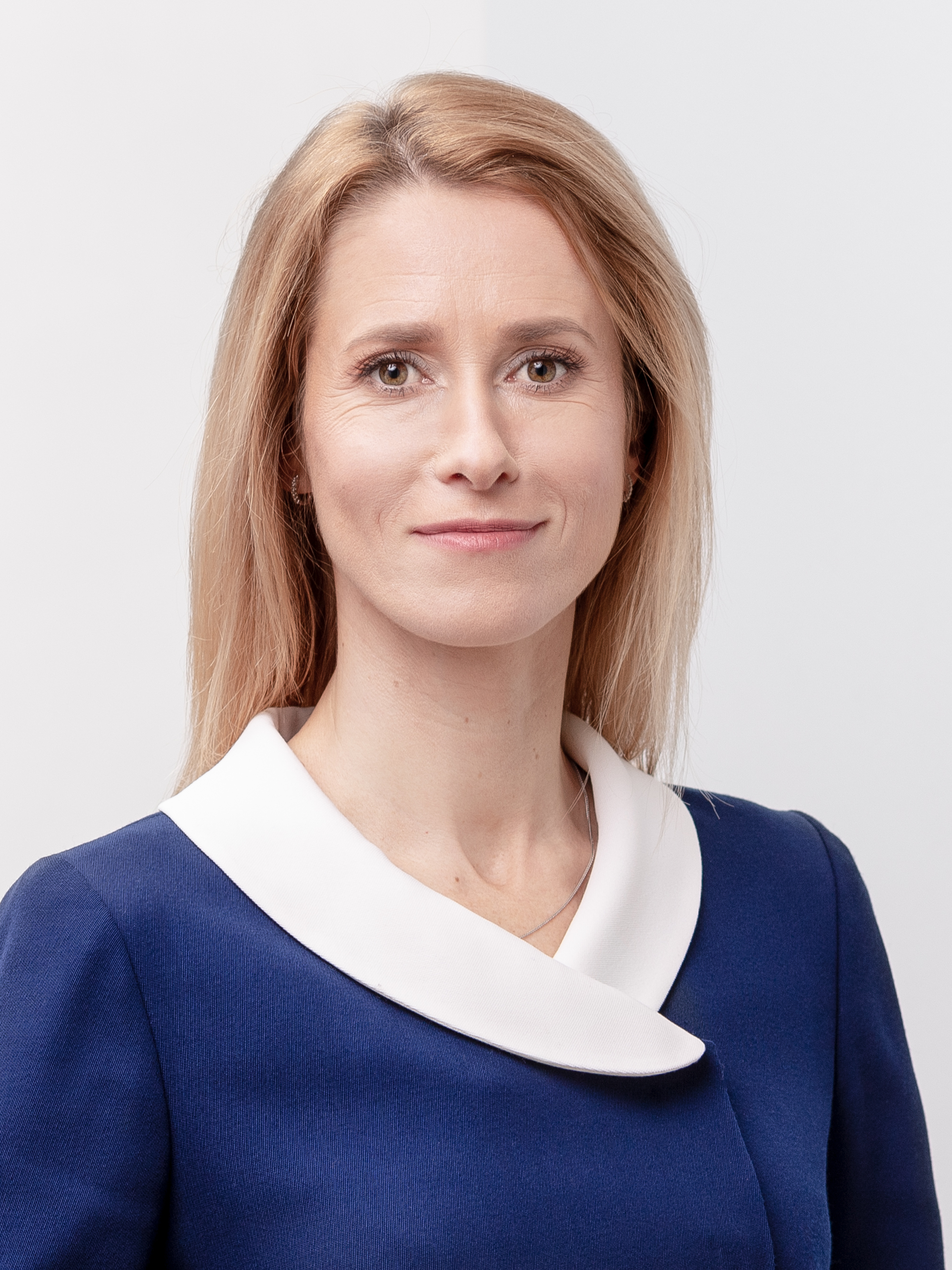
Kaja Kallas, prima donna primo ministro dell'Estonia, dal 26 gennaio 2021

Nel 1995  Ivi Eenmaa diventa sindaco di Tallin. Dall'Indipendenza dell'Estonia, nel 1991, diverse donne hanno ricoperto la carica di ministro:
- Ministro degli affari interni Lagle Parek (1992)
- Ministro degli affari sociali Marju Lauristin (1992)
- Ministro delle riforme Liia Hänni (1994)
- Ministro degli affari economici Liina Tõnisson (1995)
- Ministro della cultura Signe Kivi (1999)
- Ministro degli affari sociali Kristiina Ojuland (2002)
- Ministro dell'educazione Mailis Rand (2002)
- Ministro dell'agricoltura Ester Tuiksoo (2004)
- Ministro dell'ambiente Urve Palo (2011)
- Ministro del commercio estero e di imprenditoriato Anne Sulling (2014)
- Ministro delle finanze Maris Lauri (2014)
- Ministro della Giustizia Ülle Madise (2015)

Il 10 ottobre 2016 Kersti Kaljulaid diventa la prima donna Presidente dell'Estonia, la quale nominerà come Primo ministro Kaja Kallas, il quale governo è operativo dal 26 gennaio 2021. La Kallas, nel suo Governo, nomina Signe Riisalo come ministro della protezione sociale.

## Personalità artistiche di rilievo
- Ellinor Aiki (1893-1969), pittrice.
- Nelly Drell (nata nel 1979), pittrice.
- Julie Wilhelmine Hagen-Schwarz (1824-1902), pittrice baltico-tedesca.
- Inéz (artista) (attiva dalla metà degli anni '90), artista contemporanea, musicista, compositrice.
- Alisa Jakobi (nata nel 1981), pittrice, attrice, graphic designer.
- Mari Käbin (nata nel 1958), pittrice, designer di gioielli.
- Elvy Kalep (1899-1989), aviatrice, pittrice, designer del giocattolo, scrittrice.
- Kalli Kalde (nata nel 1967), grafica, illustratrice.
- Liis Koger (nata nel 1989), pittrice, poetessa.
- Meeli Kõiva (nata nel 1960), pittrice, scultrice, designer su vetro.
- Kadri Mälk (nata nel 1958), pittrice, designer di gioielli.
- Eveline Adelheid von Maydell (1890-1962), artista di silhouette.
- Lydia Mei (1896-1965), pittrice.
- Natalie Mei (1900-1975), pittrice, artista grafica.
- Katja Novitskova (nata nel 1984), artista di installazione.
- Viive Sterpu (1953-2012), artista, designer su vetro.
- Tio Tepandi (nata nel 1947), scenografa teatrale.
- Erna Viitol (1920-2001), scultrice.
- Ilon Wikland (nata nel 1930), pittrice, illustratrice.